# 一関警察署
一関警察署（いちのせきけいさつしょ）は、岩手県警察が管轄する16ある警察署の一つである。識別章所属表示はSI。

## 所在地
- 岩手県一関市山目字三反田30番地

## 管轄区域
- 一関市西部（旧一関市、旧花泉町）
- 西磐井郡平泉町

## 組織
- 署長
- 副署長
- 警務課
  - 警務係
  - 警察安全相談係
  - 被害者支援係
  - 留置管理係
- 会計課
  - 会計係
- 生活安全課
  - 生活安全係
- 地域課
  - 地域企画指導係
  - 自動車警ら班
- 刑事課
  - 刑事第一係
  - 刑事第二係
  - 鑑識係
- 交通課
  - 交通企画係
  - 交通捜査係
- 警備課
  - 警備係

## 交番・駐在所
括弧内は読み方及び所在地を表す。

### 一関市
- 一関駅前（いちのせきえきまえ）交番（一関市駅前67）
- 花泉（はないずみ）交番（一関市花泉町涌津字下原254-1）
- 山目（やまのめ）交番（一関市宮前5-10）
- 赤荻（あこおぎ）駐在所（一関市赤荻字桜町163-1）
- 厳美（げんび）駐在所（一関市厳美町字滝ノ上300-1）
- 関が丘（せきがおか）駐在所（一関市関が丘39）
- 萩荘（はぎしょう）駐在所（一関市萩荘字打ノ目267-2）
- 舞川（まいかわ）駐在所（一関市舞川字中里96-3）
- 真滝（またき）駐在所（一関市滝沢字矢ノ目沢73-13）
- 南（みなみ）駐在所（一関市千代田208-6）
- 弥栄（やさかえ）駐在所（一関市弥栄字矢柄沢46-1）

### 平泉町
- 平泉（ひらいずみ）駐在所（西磐井郡平泉町平泉字花立152-1）
- 長島（ながしま）駐在所（西磐井郡平泉町長島字生江田38-2）

## 未解決事件
- 一関市滝沢強盗殺人事件